# Công viên kỷ nguyên Soviet
Công viên kỷ nguyên Soviet (tiếng Nga: Парк советского периода) là một bộ phim hài hước có tính chất hồi tưởng của đạo diễn Yuly Gusman, ra mắt lần đầu đúng dịp kỷ niệm Cách mạng Tháng Mười năm 2006.